# 소젠지역
소젠지역(일본어: 崇禅寺駅, そうぜんじえき)은 일본 오사카부 오사카시 히가시요도가와구에 있는 한큐 전철 교토 본선의 역이다. 역 번호는 HK-62이다.
구니지마 정수장을 끼고 센리 선 구니지마 역이 인근에 입지하고 있다.

## 역사
- 1921년 4월 1일: 기타오사카 전기철도(현, 교토 본선) 주소 ~ 도요쓰 역간 개통과 동시에 영업 개시.
- 1923년 4월 1일: 노선 양도로 인하여 신케이한 철도 역이 됨.
- 1930년 9월 15일: 회사 합병으로 게이한 전기철도 주소 선의 역이 됨.
- 1943년 10월 1일: 한신 급행 전철과 게이한 전기 철도가 합병하고 게이한신 급행 전철(1973년에 한큐 전철로 명칭 변경)의 역이 됨.
- 1959년 2월 18일: 주소 선이 교토 본선에 편입되면서 당역도 본 소속이 됨.
- 1982년 11월 27일: 다이아 개정으로 평일 아침 러시아워에 준급 운전 개시(우메다 행만), 준급 정차역이 됨.
- 2001년 3월 24일: 다이아 개정으로 준급이 폐지되면서 보통 열차만 정차하게 됨(준급은 2007년 다이아 개정으로 부활했지만 본 역 정차하지 않는다).

## 역 구조
상대식 승강장 2면 2선의 지상역이다. 분기기, 절대 신호가 없어 정류장으로 분류된다. 고가화 공사 전의 개찰구는 전용 지하도의 1곳에서 도로를 끼고 남북 양쪽에서 접속이 가능했으나 2016년 기준으로는 지하 개찰구가 폐지되고 주소 방향 승강장, 교토 방면 승강장과 함께 지상에 신설된 개찰구에서 직접 출입하는 방식이다.

### 승강장
| 번호 | 노선        | 방향 | 행선                                                      |
| ---- | ----------- | ---- | --------------------------------------------------------- |
| 북   | ■ 교토 본선 | 상행 | 교토・가라스마・가쓰라・기타센리・아와지・아라시야마 방면 |
| 남   | ■ 교토 본선 | 하행 | 오사카 (우메다)・주소・고베・다카라즈카 방면              |

※ 승강장 번호는 설정되지 않았다.

## 역 주변
- 한큐 센리 선 구니지마 역 - 도보로 약 5분.
- 나카지마소자
- 소젠지
- 오사카 부립 구니지마 고등학교
- 오사카 시립 게이하쓰 초등학교・나카지마 중학교(무구노 학원)
- 오사카 시립 히가시요도가와 체육관
- 히가시요도가와 소젠지 우체국
- 구니지마 정수장
- 라이프
- 요도가와 크리스트교 병원
- 아시아 도서관

## 한큐 교토 선과 센리 선의 연속 입체 교차 사업
한큐 교토 본선 3.3km(소젠지 역 부근 ~ 가미신조 역 부근)과 한큐 전철 센리 선 3.8km(구니지마 역 부근 ~ 스이타 역 부근)를 고가에 아와지 역의 교토 선과 센리 선의 평면 교차를 해소하고 17개의 건널목을 제거하는 사업이다. 사업 주체는 오사카 시에서 2008년 9월부터 공사에 착수했다. 2024년도 말에 고가 전환 예정이다.
새로운 소젠지 역 역사는 3층 역사로 현재의 역 바로 위에 구축된다. 역 구조는 2층이 개찰구와 대합실, 3층이 승강장으로 예정되어 있다.

## 인접역
| 한큐 전철 ■ 교토 본선        | 한큐 전철 ■ 교토 본선 | 한큐 전철 ■ 교토 본선                  |
| ---------------------------- | --------------------- | -------------------------------------- |
| HK-61 미나미카타 우메다 방면 | ■ 보통                | 아와지 HK-63 기타센리・가와라마치 방면 |